# Caenis cubensis
Caenis cubensis is een haft uit de familie Caenidae. De wetenschappelijke naam van de soort is voor het eerst geldig gepubliceerd in 2007 door Malzacher, Naranjo, González-Lazo & Kluge.
De soort komt voor in het Neotropisch gebied.